# Rümligen
Rümligen är en ort i kommunen Riggisberg i kantonen Bern, Schweiz. Orten var före den 1 januari 2021 en egen kommun, men inkorporerades då in i kommunen Riggisberg.